# Hindenburg (film)
Hindenburg – film z 1975 roku w reżyserii Roberta Wise’a na podstawie książki Michaela Mooneya.

## Fabuła
W 1937 roku nad New Jersey eksplodował największy sterowiec świata, Hindenburg. W katastrofie zginęło 36 osób znajdujących się na pokładzie. Do wyjaśnienia incydentu rząd niemiecki wyznacza pułkownika Franza Rittera (George C. Scott), któremu pomagać ma funkcjonariusz partii nazistowskiej. Ich zadanie polega na sprawdzeniu, czy w czasie lotu sterowca do Nowego Jorku doszło do sabotażu.

## Obsada
- George C. Scott – pułkownik Franz Ritter
- Anne Bancroft – księżna Ursula
- René Auberjonois – major Napier
- Charles Durning – kapitan Pruss
- Richard A. Dysart – kapitan Lehman
- William Atherton – Boerth
- Roy Thinnes – Martin Vogel
- Gig Young – Edward Douglas
- Burgess Meredith – Emilio Pajetta
- Alan Oppenheimer – Albert Breslau
- Teno Pollick – Frankel
- Stephen Manley – Peter Breslau
- Joanna Cook Moore – pani Channing

## Nagrody i nominacje
Oscary za rok 1975
- Oscar Honorowy za montaż dźwięku – Peter Berkos
- Oscar Honorowy za efekty specjalne – Albert Whitlock, Glen Robinson
- Najlepsze zdjęcia – Robert Surtees (nominacja)
- Najlepsza scenografia i dekoracje wnętrz – Edward C. Carfagno, Frank R. McKelvy (nominacja)
- Najlepszy dźwięk – Leonard Peterson, John A. Bolger Jr., John L. Mack, Don Sharpless (nominacja)